# گلد مدالیست
گلد مدالیست (انگلیسی: GOLDMEDALIST, کره‌ای: 골드메달리스트) یک شرکت سرگرمی سهامی خاص در کره جنوبی است که در سال ۲۰۱۹ توسط لی سا رانگ و کیم می هه تأسیس شد. این شرکت اکنون بازیگران کیم سو هیون و سول این آه را مدیریت می‌کند. گلد مدالیست همچنین یکی از تولیدکنندگان مجموعه‌های تلویزیونی مشکلی نیست که خوب نباشی (۲۰۲۰) و یک روز معمولی (۲۰۲۱) بوده است.